# Eva Pflug
Eva Pflug (Leipzig, 12 juin 1929 - Grünwald, 5 août 2008) est une actrice et doubleuse allemande. 

## Filmographie

### Cinéma
- 1950 : Le Conseil des dieux
- 1959 : La Grenouille attaque Scotland Yard
- 1960 : La Peau d'un espion
- 1967 : Deux Billets pour Mexico
- 1974 : Seul le vent connaît la réponse

### Télévision
- 1966 : Commando spatial - La Fantastique Aventure du vaisseau Orion